# Jacek Bończyk
Jacek Jerzy Bończyk (ur. 31 maja 1967 w Wałbrzychu) – polski aktor teatralny i filmowy, piosenkarz, autor tekstów piosenek, scenarzysta i reżyser spektakli muzycznych. Wokalista i gitarzysta formacji rockowych: Bończyk/Krzywański oraz Nowe Sytuacje.

## Życiorys
Jest absolwentem wydziału aktorskiego Państwowej Wyższej Szkoły Teatralnej w Krakowie Wydział Zamiejscowy we Wrocławiu (rocznik 1992). Chętnie sięga po utwory autorów francuskich. Często użycza głosu w dubbingu.
W latach 80. był harcerzem i instruktorem 1 WŚDS „Fokszekmek”, KI „Draka” i Wałbrzyskiej Chorągwi ZHP.
Od 2010 roku członek Rady Artystycznej Przeglądu Piosenki Aktorskiej we Wrocławiu. W latach 2013–2016 dyrektor artystyczny Festiwalu Twórczości Wojciecha Młynarskiego. Od 2016 roku wykładowca w Warszawskiej Szkole Filmowej. Dyrektor artystyczny w Teatrze Rozrywki w Chorzowie w sezonie teatralnym 2018/19. Od stycznia 2022 roku prowadzi cykliczną audycję „Galaktyki Muzyki” w radiu internetowym „Zamek Nadaje”.
Przez osiem lat był mężem aktorki Olgi Bończyk. Obecnie w związku małżeńskim z Klementyną Umer.

## Twórczość

### Role teatralne
- Teatr Muzyczny we Wrocławiu sezon 1992/1993: spektakle Cabaret, Skrzypek na dachu, Betlejem Polskie
- Ośrodek Teatru Otwartego „Kalambur” we Wrocławiu sezon 1992/1993: spektakl Śniadanie u Tiffanyego
- Teatr Muzyczny „Roma” w Warszawie sezon 1993/1994: spektakle Piaf, Ania z Zielonego Wzgórza, Sztukmistrz z Lublina
- Teatr Żydowski w Warszawie sezon 1994/1995: spektakl Piaf
- Teatr Dramatyczny w Warszawie sezon 1994/1995: spektakl Piosenki spod Wieży Eiffla
- Teatr Rampa w Warszawie sezony 1997–1999: spektakl Zwierzęta doktora Doolitle
- Teatr Rozrywki w Chorzowie sezon 1999–2000: spektakl The Rocky horror show jako Brad Majors
- Teatr Rozmaitości w Warszawie sezony 1997–2000: spektakl Dzieła wszystkie Szekspira (w nieco skróconej wersji)
- Teatr Rampa sezony 1999–2001: spektakl Brassens
- Przegląd Piosenki Aktorskiej we Wrocławiu w 2002 r.: spektakl Kombinat (ostatni koncert zespołu Republika)
- Teatr Komedia w Warszawie sezon 2002/2006: spektakl Chicago jako Amos Hart
- Teatr Muzyczny we Wrocławiu sezon 2003/2004: spektakl Mandarynki i pomarańcze według Juliana Tuwima
- Teatr Syrena w Warszawie sezon 2004/2005/2006/2007/2008/2009: spektakl Opera za trzy grosze (dwie role – jako Mackie Majcher lub Tiger Brown)
- Art Zone Raj (program tria Kaczmarski, Gintrowski, Łapiński wspólnie z M. Czyżykiewiczem i H.F. Tabęckim)
- Teatr Muzyczny Capitol we Wrocławiu sezony 2004/2005: spektakl Galeria – piosenki Jacka Kaczmarskiego
- Teatr Komedia w Warszawie sezon 2006/2007: spektakl Stepping Out jako Geoffrey
- Teatr Syrena w Warszawie sezon 2006/2007: spektakl Szare kwiaty jako Mistrz
- Teatr Komedia w Warszawie sezon 2006/2007: spektakl Songi Brechta
- Teatr Rozrywki w Chorzowie sezon 2007/2008/2009: spektakl Terapia Jonasza jako Jonasz-Narrator
- Teatr Piosenki we Wrocławiu sezon 2008: spektakl Halucynacje – piosenki Grzegorza Ciechowskiego
- Teatr Syrena w Warszawie sezon 2008/2009/2010/2011: spektakl Walc na trawie jako Poeta
- Art Zone sezon 2008/2009/2010/2011: spektakl „Wersety panteisty”
- Przegląd Piosenki Aktorskiej we Wrocławiu w 2009r: spektakl Gra szklanych paciorków
- Art Zone sezon 2009/2010/2011/2012/2013/2014: spektakl „Dzieci Hioba”
- Teatr Muzyczny „Roma” w Warszawie sezon 2011/2012/2013/2014/2015/2016/2017/2018: spektakl „Tuwim dla dorosłych” – jako Redaktor radiowy
- Teatr „Capitol” w Warszawie sezon 2011/2012/2013: spektakl „Carmen – sztuka na 10 telefonów komórkowych” – jako Jose 2
- Teatr Komedia w Warszawie sezon 2013/2014/2015: spektakl „Klatka Wariatek” jako Georges
- Teatr Muzyczny „Roma” w Warszawie sezon 2013/2014: spektakl „Całujcie mnie wszyscy w odbiornik” jako Redaktor, Aktor
- Teatr Ateneum w Warszawie sezon 2014/2015/2016/2017/2018/2019: spektakl „Jacek Kaczmarski. Lekcja historii”
- Teatr 6. piętro w Warszawie sezon 2014/2015/2016: spektakl „Młynarski – obowiązkowo”
- Teatr Ateneum w Warszawie sezon 2018/19/20: spektakl „ABSOLUTNIE, czyli Bończyk śpiewa Młynarskiego”
- Teatr Muzyczny w Toruniu sezon 2020/21: spektakl „Mężczyźni o kobietach”
- Teatr Nowy w Poznaniu sezon 2020/21/22/23: spektakl „Kanapka z człowiekiem”
- Teatr Ateneum w Warszawie sezon 2022/23: spektakl "Licencja na lirykę"

### Recitale
- Piosenki kilku Francuzów (2000)
- Tango Kameleon (2002)
- Następny – 2009 (2009)
- Recital na piano i bass (2010)
- Mój Staszewski (2012)[3]
- Resume (z wątkiem kosmicznym) (2013)
- Czarno-białe ślady (2015)
- Mój Młynarski (2018)
- Licencja na lirykę (2022)

### Filmografia
- Zakład – Jasia
- Marszałek Piłsudski (odc. 2, 3, 7, 8) – Walery Sławek
- Adam i Ewa – Wiktor Korcz
- Śmierć w Tyflisie – Pisarz
- Klinika samotnych serc (odc. 7, 8) – doktor Adam Barski
- Na dobre i na złe (odc. 250) – brat Marka
- M jak miłość (odc. 439) – Claude
- Kryminalni (odc. 54) – Tomasz Lipski
- Oficerowie (odc. 3 i 12) – Notariusz
- Kulisy II wojny światowej – obsada aktorska
- Hotel 52 (odc. 2) – adwokat
- Maratończyk – obsada aktorska
- Wszystko przed nami (odc. 22, 50, 65-66 i 93) – klient Tadeusz
- Człowiek bez właściwości – Urlich
- Mały Jakub – lekarz
- Dwoje we troje (odc. 46) – restaurator
- Barwy szczęścia (odc. 1770 i 1811) – ojciec Eryka
- Aferzyści. Złe psy – naczelnik Baryła
- Ojciec Mateusz (odc. 319) – saksofonista Radek Walicki

### Praca w telewizji
- Telewizyjne Studia Dźwięku w Warszawie (1994–1999) jako kierownik muzyczny
- Studio Start International (1998–2000) jako autor polskich wersji językowych – piosenki

### Praca w radiu
- Radio Kolor w latach 1996–1998 jako redaktor prowadzący i od września 2003 r. do lutego 2005 r. audycja autorska Boni Cafe

### Polski dubbing
- 1983: Kaczor Donald przedstawia (druga wersja dubbingowa) – Miki[4]
- 1991–2004: Pełzaki (czwarta wersja dubbingowa) –
  - narrator (odc. 60b),
  - Dostarczyciel (odc. 1),
  - Marynarz (odc. 74b),
  - Wędkarz (odc. 63a)
- 1994–1995: Dog City – miasto piesprawia – Artie
- 1994–1996: Świat królika Piotrusia i jego przyjaciół –
  - kelner (odc. 4),
  - goście tawerny (odc. 4),
  - duży pies (odc. 4),
  - szczury (odc. 4),
  - mieszkańcy Gloucesteru (odc. 4),
  - Jaś Mieszczuch (odc. 9)
- 1995: Wszystkie psy idą do nieba – wykonanie piosenek
- 1995–1999: Iron Man: Obrońca dobra – Iron Man / Tony Stark
- 1995: Asterix w Brytanii –
  - wysłannik Stratocumulusa,
  - majtek u piratów,
  - jeden z Galów,
  - jeden z zawodników Durovernum,
  - medyk meczu rugby,
  - legioniści
- 1995: Wielka bitwa Asteriksa – jeden z legionistów
- 1995–1996: Powrót do przyszłości – wykonanie piosenki
- 1995–1997: Rupert (pierwsza wersja dubbingowa) – Bill
- 1996–1997: Myszka Miki i przyjaciele –
  - Mortimer (odc. 29a),
  - Dopey Davis (odc. 32c),
  - telefon z wodociągów (odc. 37a),
  - śpiewak radiowy (odc. 37c),
  - prezenter radiowy ostrzegający o Piątku 13-ego (odc. 37c),
  - kierowca dyliżansu (odc. 47a),
  - mieszkańcy miasteczka terroryzowanego przez Pete’a (odc. 47a),
  - zabawkowy marynarzyk (odc. 40c),
  - bocian (odc. 46b),
  - Eddie Cantor (odc. 49a),
  - menedżer Pete’a (odc. 47c),
  - piraci (62a)
- 1996: Księżniczka łabędzi (pierwsza wersja dubbingowa) – Derek
- 1996: Miki Mol i Straszne Płaszczydło – mrówkolew
- 1996: Głupi i głupszy – Lloyd Christmas
- 1996–2001: Przyjaciele – Joey
- 1996: Złodziej z Bagdadu –
  - Szewczyk Ćwiek,
  - jeden ze zbójów
- 1996–1998: Maska –
  - komputer,
  - Pinko (odc. 51),
  - Porley (odc. 52)
- 1997: Przygody Kubusia Puchatka – wykonanie piosenek
- 1997: Ucieczka – Kihut
- 1997: Wszystkie psy idą do nieba 2 – Charlie B. Barkin
- 1997: Amerykańska opowieść (pierwsza wersja dubbingowa) –
  - Digit,
  - wykonanie piosenek
- 1997: Bodzio – mały helikopter (pierwsza wersja dubbingowa) – wykonanie piosenek
- 1997–1999: Świat Bobbiego
- 1997: Herkules – jeden z nastolatków odmawiających gry z Herkulesem
- 1997: Księżniczka łabędzi II: Tajemnica zamku (pierwsza wersja dubbingowa) – Derek
- 1998–1999: Kot Ik! –
  - Squatt,
  - Melvis (odc. 9),
  - Oslo (odc. 12),
  - Doktor Steggy (odc. 31),
  - Król (odc. 63b),
  - Mice-T,
  - Doktor Globulis,
  - John
- 1998: Kucyki i przyjaciele (pierwsza wersja dubbingowa) –
  - Włochatek Lubik (odc. 1-10),
  - różowy Futrzak (odc. 2),
  - jeden z Raptorian (odc. 16-19),
  - Andrzej, zalotnik Ariel (odc. 58-59)
- 1998: Co za kreskówka!
- 1998–2004: Johnny Bravo
- 1998: Farma pełna strachów – Jack Haylee
- 1998: Księżniczka łabędzi III: Skarb czarnoksiężnika (pierwsza wersja dubbingowa) – Derek
- 1998: Książę Egiptu – Ramzes (śpiew)
- 1999–2002: Mapeciątka (druga wersja dubbingowa) –
  - Bunsen,
  - Benio Królik
- 1999: Kometa nad Doliną Muminków – wykonanie piosenki
- 1999: Księżniczka Sissi – doktor Fritz
- 1999: Pippi – Blum
- 1999: Mickey: Bajkowe święta – Myszka Miki
- 1999: Muppety z kosmosu – Pepe
- 1999: Tajemnica IZBY –
  - Joker
  - Marcel,
  - Tymek
- 2000: Superświnka – Iggy
- 2000–2002: Chojrak – tchórzliwy pies – Chojrak
- 2000: Magiczny autobus
- 2000: Tom i Jerry: Wielka ucieczka (trzecia wersja dubbingowa) – Frankie De Pchła
- 2000: Złych czterech i pies Huckleberry – Pinky
- 2000: Judy Jetson i Rockersi – Skyrocker
- 2000: Grinch: świąt nie będzie – Grinch (śpiew)
- 2001: South Park (pierwsza wersja dubbingowa) – Stan Marsh (sezon I)
- 2001: W 80 marzeń dookoła świata
- 2001: Zakochany kundel II: Przygody Chapsa – Francois (śpiew)
- 2001: Shrek – wykonanie piosenek
- 2001–2003: X-Men: Ewolucja – Quicksilver
- 2001–2002: Cafe Myszka – Myszka Miki
- 2002: Farbowany lis – lis
- 2002: O dzielnej Oleńce i jej braciszku – Januszek
- 2002: Słomiany byczek – niedźwiadek
- 2002: Wesoły ogródek – Krzyś
- 2002: Serce śmiałka – Indyga
- 2002: Cudowny młyn – kogucik
- 2002: Szara szyjka
- 2002: Na wysokiej górze – lektor
- 2002: Sarmiko – Sarmiko
- 2002: Czarodziejski dzwoneczek – lektor
- 2002: Wyrwidąb – Janek „Wyrwidąb”
- 2002: Gdy na choinkach zapalają się ognie – Piotruś
- 2002: Bracia Lu – jeden z braci Lu
- 2002: Wszystkie drogi prowadzą do bajki –
  - Wiesiek,
  - miś Tuptuś
- 2002: Złota antylopa – chłopiec
- 2002: Królewna żabka (druga wersja dubbingowa) – Iwan Carewicz
- 2002: Szkarłatny kwiat (trzecia wersja dubbingowa) –
  - chudy bojar,
  - handlarze,
  - lektor
- 2002: Przypowieści biblijne – Jezus
- 2002: Królowie i królowe – Reporter
- 2002: Dzika rodzinka – Darwin
- 2002: Kryptonim: Klan na drzewie – Nigel Uno / Numer 1
- 2003: 101 Dalmatyńczyków II: Londyńska Przygoda – Roger
- 2003: Gdzie jest Nemo?
- 2003–2012: Pradawny ląd – Pteruś
- 2003–2004: Megas XLR – Jamie
- 2004: Barbie jako księżniczka i żebraczka – Nack
- 2005: Niedźwiedź w dużym niebieskim domu – Tutek
- 2005-2006: Maggie Brzęczymucha – Pan w Krawacie #2
- 2006: Heroes of Might and Magic V – Zehir
- 2006: Sposób na rekina – Tata Pysia
- 2006: Wpuszczony w kanał – Roddy
- 2007: Don Chichot
- 2007: Pradawny ląd – Pteruś
- 2007: Szpiegowska rodzinka – Pan Vong
- 2008: Pełzaki w Paryżu
- 2008: Assassin’s Creed – Talal
- 2008: Heroes of Might and Magic V: Dzikie hordy – Zehir
- 2009: Huntik: Łowcy tajemnic – Klaus
- 2009: Klopsiki oraz inne zjawiska pogodowe – Flint Lockwood
- 2009: Koralina i tajemnicze drzwi – Tata
- 2010: Dragon Age: Początek – Przebudzenie – Anders
- 2010: Franklin i przyjaciele – Miś
- 2010: Safari 3D – Dyrektor Smith
- 2010: Zafalowani – Reef
- 2010: Zakochany wilczek – Żelek
- 2011: Taniec rządzi – Gary Wilde
- 2011: Wiedźmin 2: Zabójcy królów –
  - Edwin „Płatek” Leistham,
  - Matias Tum,
  - Arnolt
  - Mały
- 2012: Jadagrace – Danny
- 2012: Kot Prot Gwiazdkę urządzi w lot – Kot Prot
- 2012: Lorax
- 2012: Mega Spider-Man – Loki
- 2012: Might & Magic Heroes VI – Danse Macabre – Giovanni
- 2012: Might & Magic Heroes VI – Pirates of the Savage Sea –
  - Kemal,
  - Nieskruszony
- 2012: Muppety – Walter
- 2012: Pingwiny z Madagaskaru – Doktor Bulgot (odc. 60, 61)
- 2013: Astro-małpy – Lord Bzik
- 2013: Franklin i przyjaciele: Podwodna wyprawa – Miś
- 2013: Jack, pogromca olbrzymów – Elmont
- 2013: Klopsiki kontratakują – Flint Lockwood
- 2013: Piłkarzyki rozrabiają, czyli wielka liga małych mistrzów – Tymek
- 2013: W tę i nazad – Wander
- 2014: Bohaterowie Marvela: Doładowani na maksa – Loki
- 2014: Franklin i przyjaciele: Polarny podróżnik – Pip
- 2014: Hearthstone: Heroes of Warcraft – Strażnik Srebrnej Luny
- 2014: Muppety: Poza prawem – Walter
- 2015: Dying Light –
  - Przedstawiciel Ministerstwa Obrony,
  - Timur
- 2016: Angry Birds – Red
- 2016: Rick i Morty (pierwsza wersja dubbingowa) – Jerry Smith
- 2017: Piękna i Bestia – Płomyk
- 2019: Fortnite – Loch
- 2022: Chip i Dale: Brygada RR – Płomyk
- 2023: Wojtek Mróz Trzeci – narrator

Filmy i seriale ze Scooby Doo – Kudłaty:
- 1998: Scooby i Scrappy Doo (druga wersja dubbingowa) oraz –
  - narciarz #2 (odc. 13)
- 1998: Scooby i Scrappy Doo oraz –
  - kogut (odc. 4a)
- 1998: Scooby Doo, gdzie jesteś?
- 1998: 13 demonów Scooby Doo
- 1998: Scooby Doo
- 1998: Scooby Doo na Wyspie Zombie
- 1999: Scooby Doo podbija Hollywood
- 2000: Scooby Doo i duch czarownicy
- 2000: Scooby Doo i bracia Boo
- 2000: Scooby-Doo i oporny wilkołak
- 2002: Szczeniak zwany Scooby Doo
- 2002: Nowy Scooby Doo
- 2002: Scooby Doo: Szkoła upiorów oraz –
  - Lustrzany Potwór
- 2002: Scooby Doo i najeźdźcy z kosmosu
- 2002: Scooby Doo i cyberpościg oraz –
  - Cyber Kudłaty
- 2003–2006: Co nowego u Scooby’ego?
- 2003: Scooby Doo i legenda wampira
- 2003: Scooby Doo i meksykański potwór
- 2004: Looney Tunes znowu w akcji
- 2004: Scooby Doo i potwór z Loch Ness
- 2005: Scooby Doo i baśnie z tysiąca i jednej nocy
- 2005: Aloha, Scooby Doo
- 2006: Scooby Doo na tropie Mumii
- 2006: Scooby Doo!: Ahoj piraci!
- 2007–2010: Kudłaty i Scooby Doo na tropie
- 2007: Scooby Doo i śnieżny stwór
- 2008: Scooby Doo i król goblinów
- 2009: Scooby Doo i miecz samuraja
- 2010: Scooby Doo: Abrakadabra-Doo
- 2010: Scooby Doo: Wakacje z duchami
- 2011: Batman: Odważni i bezwzględni
- 2011–2014: Scooby Doo i Brygada Detektywów
- 2011: Scooby Doo: Epoka Pantozaura
- 2012: Scooby Doo: Pogromcy wampirów
- 2012–2015: Nowy Scooby i Scrappy Doo
- 2012–2015: Nowe przygody Scooby’ego
- 2012: Scooby Doo: Wielka draka wilkołaka
- 2013: Scooby Doo: Maska Błękitnego Sokoła
- 2013: Scooby-Doo! Wyprawa po mapę skarbów
- 2013: Scooby Doo: Upiór w operze
- 2013: Scooby Doo i upiorny strach na wróble (pierwsza wersja dubbingowa)
- 2014: Scooby Doo: WrestleMania – Tajemnica ringu
- 2014: Scooby-Doo! Frankenstrachy
- 2015: Scooby-Doo!: Pora księżycowego potwora
- 2015: Scooby Doo i plażowy potwór (pierwsza wersja dubbingowa)
- 2015: Scooby-Doo i Kiss: Straszenie na scenie
- 2015–2017: Wyluzuj, Scooby Doo!
- 2016: Scooby Doo i Czarny Rycerz
- 2016: Lego Scooby-Doo: Nawiedzone Hollywood
- 2016: Scooby-Doo! i WWE: Potworny wyścig
- 2017: Scooby Doo: Mechaniczny pies (pierwsza wersja dubbingowa)
- 2017: Scooby-Doo! Na Dzikim Zachodzie
- 2017 Scooby Doo i upiorny strach na wróble (druga wersja dubbingowa)
- 2017: Lego Scooby-Doo! Klątwa piratów
- 2018: Scooby-Doo! i Batman: Odważniaki i straszaki
- 2018: Scooby Doo i plażowy potwór (druga wersja dubbingowa)
- 2018: Scooby-Doo! spotyka ducha łasucha
- 2019: Scooby Doo: Mechaniczny pies (druga wersja dubbingowa)
- 2019: Scooby Doo i upiorny strach na wróble (trzecia wersja dubbingowa)
- 2019: Scooby Doo i plażowy potwór (trzecia wersja dubbingowa)
- 2019: Scooby Doo: Upiorna gwiazdka
- 2019: Scooby Doo: Koszmarne bramki (pierwsza wersja dubbingowa)
- 2019: Scooby Doo: Upiorne igrzyska
- 2019: Scooby-Doo! i klątwa trzynastego ducha
- 2019: Scooby Doo: Koszmarne bramki (druga wersja dubbingowa)
- 2019: Scooby-Doo! Powrót na Wyspę Zombie
- 2019–nadal: Scooby Doo i… zgadnij kto?
- 2020: Scooby-Doo!
- 2020: Scooby-Doo! Wesołego Halloween
- 2021: Scooby-Doo! i legenda miecza

### Kompozycje i teksty
- Autor tekstów piosenek w programach telewizyjnych dla dzieci i młodzieży m.in. Truskawkowe studio, Zielonym do góry
- Autor polskich wersji tekstów piosenek w filmach animowanych m.in. Shrek, Mała Syrenka, Niedźwiedź w Dużym Niebieskim Domu, Świat Bobbiego, Taz-mania, Kot Ik!, Johnny Bravo, Kocia ferajna w Beverly Hills, Magiczny autobus, Rick i Morty
- Kompozytor muzyki do spektaklu Myszy, koty, niedźwiedzie... w Teatrze Staromiejskim w Warszawie
- Autor i kompozytor płyty Bajkę mamo, bajkę tato (Eurocom Music)
- Kierownik muzyczny w Teatrze Rampa w Warszawie, współrealizator spektakli Zwierzęta doktora Dolittle i Bracia krwi
- Autor tekstów i współkompozytor płyty Depresjoniści (Pomaton-EMI)
- Autor tekstów na płytach Katarzyny Groniec, Michała Bajora, Mirosława Czyżykiewicza, Anny Guzik
- Autor tekstów na płycie Ideologia snu [Agora]
- Autor tekstów piosenek zespołu „Elements” /Biolik, Gładysz, Rajski/
- Autor polskich tekstów piosenek w musicalu „Młody Frankenstein”
- Autor tekstów piosenek w spektaklu „Józef K. i kobiety” (z muzyką Piotra Dziubka)
- Autor polskich tekstów piosenek w musicalu „Cabaret” – „I Don’t Care Much” oraz „Don’t Go”
- Autor tekstów narracji w spektaklu „Mężczyźni o kobietach”
- Autor tekstów narracji w spektaklu „Róbmy swoje...”

### Scenariusze i reżyseria
- Autor scenariusza i reżyser Koncertu Galowego w ramach Ogólnopolskiego Przeglądu Piosenki Francuskiej w Lubinie, 2004
- Autor scenariusza i reżyser autorskiego spektaklu „Terapia Jonasza”, Teatr Rozrywki w Chorzowie, kwiecień 2007,
- Autor scenariusza /wraz z H.F.Tabęckim/ i reżyser spektaklu „4 elementy świata”, Polska Filharmonia Bałtycka w Gdańsku, sierpień 2007,
- Autor scenariusza i reżyser Koncertu Specjalnego Pamięci Grzegorza Ciechowskiego, Toruń, Klub Od Nowa, 15-12-2007
- Autor scenariusza i reżyser spektaklu „Walc na trawie – piosenki Marka Grechuty” Teatr Syrena w Warszawie, 16-02-2008
- Autor scenariusza i reżyser koncertu „Poeci, których nam brakuje” w ramach Ogólnopolskiego Festiwalu Piosenki Artystycznej w Rybniku, 24-02-2008
- Autor scenariusza i reżyser Koncertu Galowego „Osiecka czy Młynarski?” Polska Filharmonia Bałtycka w Gdańsku, 05-09-2009
- Reżyser Koncertu Galowego w ramach Festiwalu „Pejzaż bez Ciebie – piosenki Grzegorza Ciechowskiego”, Opera Nova-Bydgoszcz, dla TVP2, 26-10-2008
- Autor scenariusza i reżyser spektaklu inspirowanego twórczością Zbigniewa Herberta „Wersety panteisty”, Kino Wisła w Warszawie, 29-11-2008
- Autor scenariusza i reżyser spektaklu „Obywatel” inspirowanego twórczością Grzegorza Ciechowskiego i Republiki Teatr im. W. Horzycy w Toruniu, 10-12-2008
- Autor scenariusza i reżyser koncertu „Impresja na temat Raju” w ramach Ogólnopolskiego Festiwalu Piosenki Artystycznej w Rybniku, 21-02-2009
- Autor scenariusza i reżyser koncertu „O aniołach innym razem...”, Kościół św. Jana w Gdańsku, 17-04-2009
- Autor scenariusza i reżyser koncertu „Dzieci Hioba” w ramach VI Festiwalu Piosenki Poetyckiej im. Jacka Kaczmarskiego „Nadzieja” w Kołobrzegu 31-07-2009 oraz Festiwalu Singera w Warszawie 5-09-2010
- Autor scenariusza i reżyser spektaklu „Kot w butach – bajka z piosenkami” Teatr im. W.Horzycy w Toruniu /2010/ oraz Teatr Syrena w Warszawie /2011/
- Autor scenariusza i reżyser spektaklu „Czy to jest przyjaźń, czy to jest kochanie?” Teatr im. W.Horzycy w Toruniu, 12-02-2011
- Autor scenariusza i reżyser Koncertu Finałowego „Nerwowo, trochę tangowo” w ramach Przeglądu Piosenki Aktorskiej we Wrocławiu. 25-03-2011
- Autor scenariusza i reżyser spektaklu „Nie dorosłem. Piosenki Stanisława Staszewskiego” Teatr Syrena w Warszawie, 28-04-2011
- Autor scenariusza i reżyser spektaklu „Singielka, czyli Na co ja czekam?” [monodram Anny Guzik], Teatr Polski w Bielsku-Białej, 24-09-2011
- Autor scenariusza i reżyser koncertu „Nie ma jak u Mamy” – realizacja dla TVP Polonia i TVP1 – Centrum Targowe „Park” w Toruniu, 26-05-2012
- Autor scenariusza i reżyser koncertu „Noc romantyczna” w ramach IX Festiwalu Piosenki Poetyckiej im. Jacka Kaczmarskiego „Nadzieja” w Kołobrzegu, 27-07-2012
- Autor scenariusza i reżyser koncertu „1944 – Miasto – 2012” w ramach obchodów 68 rocznicy Powstania Warszawskiego. Plac Krasińskich, 31-07-2012
- Autor scenariusza i reżyser spektaklu „Zorro” Teatr Muzyczny w Łodzi, 4-11-2012 oraz Teatr Rozrywki w Chorzowie, 18-11-2018
- Reżyser spektaklu „Stróż niebieski” Katarzyny Lengren Teatr Stanisławowski w Łazienkach Królewskich – Warszawa, 26-12-2012
- Autor scenariusza i reżyser Koncertu Galowego „Śpiewamy Młynarskiego” – I Festiwal Twórczości Wojciecha Młynarskiego – Zatoka Sztuki w Sopocie, 22-09-2013
- Autor scenariusza i reżyser Koncertu Finałowego „Total Niemen, czyli o czym trąbodzwonisz” w ramach 35 Przeglądu Piosenki Aktorskiej we Wrocławiu. 28-03-2014
- Autor scenariusza i reżyser spektaklu „Tango fm” – Teatr Polski im. A. Mickiewicza w Częstochowie, 03-05-2014
- Autor scenariusza i reżyser spektaklu „Kot w butach” – Teatr Rozrywki w Chorzowie, 31-05-2014
- Autor scenariusza i reżyser koncertu „25 lat później” – NCK w Gdańsku, 6-06-2014 oraz Teatr Ateneum w Warszawie, 8-06-2014
- Autor scenariusza i reżyser Koncertu Galowego „Młynarski&Wasowski” – II Festiwal Twórczości Wojciecha Młynarskiego – Gdański Teatr Szekspirowski, 12-10-2014
- Reżyser spektaklu „Jacek Kaczmarski. Lekcja historii” – Teatr Ateneum im. S. Jaracza w Warszawie, 22-11-2014
- Reżyser spektaklu „Młynarski – obowiązkowo” – Teatr 6.piętro w Warszawie, 7-03-2015
- Reżyser spektaklu dyplomowego „Nie dorosłem, czyli piosenki Taty Kazika” – Studium Aktorskie im.A.Sewruka w Olsztynie, 11-04-2015
- Reżyser warsztatów „Piosenka i jej rola w spektaklu” podczas Kursu Mistrzowskiego dla absolwentów Podyplomowych Studiów Reżyserii Teatru Dzieci i Młodzieży – Państwowa Wyższa Szkoła Teatralna w Krakowie Filia we Wrocławiu w dniach 24–26.07.2015
- Autor libretta musicalu „Cyrano” z muzyką Krzysztofa Herdzina – Teatr Muzyczny w Łodzi. 18-12-2015
- Reżyser musicalu „Młody Frankenstein” – prapremiera polska – Teatr Rozrywki w Chorzowie, 23-04-2016
- Reżyser spektaklu „Walc kameralny, czyli Pan Wasowski mniej znany” – Teatr Muzyczny w Toruniu, 25-11-2016
- Reżyser spektaklu dyplomowego „Józef K. i kobiety” – Studium Musicalowe CAPITOL we Wrocławiu, 22-03-2017
- Reżyser musicalu „Jak odnieść sukces w biznesie zanadto się nie wysilając” – prapremiera polska – Teatr Rozrywki w Chorzowie, 16-11-2017
- Reżyser spektaklu „Nie tylko Starsi Panowie, czyli Wasowski do Kwadratu” – Teatr Kwadrat im.E.Dziewońskiego w Warszawie, 17-02-2018
- Reżyser spektaklu dyplomowego „Bajki dla niegrzecznych dzieci” – Studium Aktorskie im.A.Sewruka w Olsztynie, 7-04-2018
- Autor scenariusza i reżyser spektaklu „Singielka 2, czyli Matka Polka” – Teatr Polski w Bielsku-Białej, 18-05-2018
- Autor scenariusza i reżyser koncertu „Poeci, których nam zabrakło...” – Teatr Rozrywki w Chorzowie, 2-11-2018
- Autor scenariusza i reżyser spektaklu „Zorro” – Teatr Rozrywki w Chorzowie, 18-11-2018
- Reżyser spektaklu „Cabaret” – Teatr Rozrywki w Chorzowie, 30-03-2019
- Reżyser spektaklu „Mężczyźni o kobietach” – Teatr Muzyczny w Toruniu, 28-08-2020
- Reżyser spektaklu „Róbmy swoje...” – Teatr im. Jaracza w Łodzi, 6-11-2020
- Reżyser spektaklu „Piosenka jest dobra na wszystko” – Teatr Muzyczny w Łodzi, 26-02-2021

## Dyskografia
Albumy
| Następny                                | - Data: kwiecień 2001 - Wydawca: Studio K2                  | 41 |
| Tango Kameleon                          | - Data: październik 2002 - Wydawca: Universal Music Polska  | –  |
| Mój Staszewski                          | - Data: 13 stycznia 2012 - Wydawca: Agencja Artystyczna MTJ | 43 |
| Resume (z wątkiem kosmicznym)           | - Data: 9 września 2013 - Wydawca: Agencja Artystyczna MTJ  | –  |
| „–” oznacza, że album nie był notowany. |                                                             |    |

Współpraca
| Tytuł                                                       | Dane dot. albumu                                               |
| ----------------------------------------------------------- | -------------------------------------------------------------- |
| Depresjoniści (oraz Zbigniew Krzywański)                    | - Data: 14 marca 2005 - Wydawca: Pomaton EMI                   |
| Raj (oraz Mirosław Czyżykiewicz, Hadrian Filip Tabęcki)     | - Data: 17 listopada 2008 - Wydawca: Agencja Artystyczna MTJ   |
| Terapia Jonasza (oraz Zbigniew Krzywański)                  | - Data: 27 stycznia 2009 - Wydawca: Luna Music                 |
| Ideologia snu (oraz Zbigniew Krzywański)                    | - Data: 20 września 2010 - Wydawca: Agora                      |
| Dzieci Hioba (oraz Sylwia Najah, Klementyna Umer, Kameleon) | - Data: 8 października 2010 - Wydawca: Agencja Artystyczna MTJ |

Notowane utwory
| Tytuł              | Rok  | Pozycja na liście | Album          |
| Tytuł              | Rok  | LP3               | Album          |
| ------------------ | ---- | ----------------- | -------------- |
| „Nieustanne tango” | 2002 | 43                | Tango Kameleon |

Inne
| Album                           | Rok  | Utwór |
| ------------------------------- | ---- | --- |
| 45 x Georges Brassens           | 2003 | „Złe zioło”, „Trąbeczko, ty imię me sław”                                                                                      |
| Jacques Brel zaśpiewany         | 2015 | „Następny” |
| Georges Brassens zaśpiewany     | 2015 | „Złe Zioło”, „Trąbeczko, ty imię me sław”, „Jak ktoś jest żłób – będzie żłób”, „Jak laleczka”                                  |
| Julian Tuwim zaśpiewany         | 2015 | „Bal w operze” |
| Stanisław Staszewski zaśpiewany | 2015 | „Notoryczna narzeczona”, „Kurwy wędrowniczki”, „Bal kreślarzy”                                                                 |
| Jacek Kaczmarski zaśpiewany     | 2015 | „Stworzenie świata”, „Modlitwa o wschodzie słońca”, „Wygnanie z Raju”, „Opowieść pewnego emigranta”, „Oddział chorych na raka” |

## Nagrody i wyróżnienia
- Wyróżnienie XIII Przeglądu Piosenki Aktorskiej we Wrocławiu w 1992 r.
- Grand Prix XVI Ogólnopolskiego Festiwalu Piosenki Francuskiej w Lubinie w 1999 r.
- Grand Prix XXI Przeglądu Piosenki Aktorskiej we Wrocławiu w 2000 r.
- Nagroda za najlepszy spektakl muzyczny w 2015 roku – musical „Cyrano” – w ramach X edycji Teatralnych Nagród Muzycznych im. Jana Kiepury
- Dyplom Mistrzowski Kapituły im. Aleksandra Bardiniego – Przegląd Piosenki Aktorskiej we Wrocławiu 2017
- Nagroda „Ambasador Wałbrzycha” – Zamek Książ 2018